# 史奕昂
史奕昂（1712年—1792年），字頡甫，號抑堂，江南江寧府溧陽縣人，清朝政治人物。

## 生平
生於康熙五十一年（1712年）九月二十三日。乾隆六年（1741年）辛酉科江南鄉試副榜，授刑部山西司員外郎，升刑部湖廣司郎中，任山東兗沂曹道，調山東通省河道兵備道，調直隸永定河道，未到任，署甘肅布政使，辦理西路軍需事務，遷福建按察使，升廣東布政使，二十八年（1763年）丁父憂，服闕，三十年（1765年）升兵部右侍郎，三十一年（1766年）以三品銜致仕，四十一年（1776年）山東迎鑾獲召見，蒙恩賜復二品原銜，例授資政大夫，誥授通奉大夫。五十年（1785年）蒙恩參加千叟宴，賜鳩杖，賞齎優渥。五十六年（1791年）十二月初四日卒，享年八十歲。

## 家族
曾祖史鶴齡；祖父史夔，俱贈光祿大夫文淵閣大學士吏部尚書；父史貽直，光祿大夫文淵閣大學士吏部尚書，贈太保。兄史奕簪，乾隆十三年進士，左春坊左中允。弟史奕瓌。
夫人孔貞慧，追封衍聖公孔繼濩長女，誥贈夫人；繼妻海寧陳氏，誥贈夫人。有八子：史袞，孔夫人出；史穀成，側室董氏出；史祖榮、史兆因，側室謝氏出；史從裕，側室李氏出；史培輿，側室翟氏出；史季方，側室周氏出；史星聚，側室張氏出。第三子史祖榮出嗣長兄史奕簪。